# 富蘭克林大學
富蘭克林大學 （Franklin University）是一所位於美国俄亥俄州的私立大学。除此一個位於市中心的校區之外，富蘭克林大學在其他三個郊區的校區也提供課程讓選生修讀。富蘭克林大學也有網路遠距教學課程供全球的學生上課。

## 學校排名
2019年的美國新聞與世界報導未給予其排名資格。

## 外部連結
富蘭克林大學官方網站（页面存档备份，存于）